# Откриването на Килския канал
„Откриването на Килския канал“ (на английски: Opening of the Kiel Canal) е британски късометражен документален ням филм от 1895 година, заснет от продуцента и режисьор Бърт Ейкрис по време на официалната церемония на 20 юни по прерязването на лентата от германското императорско семейство, кайзер Вилхелм II и императрица Августа Виктория, за откриването на Килския канал. Оригиналните негативи на филма се съхраняват в Лондонския музей на науката.

## Сюжет
Началните кадри на филма показват Килския канал, а на заден план се вижда крилата статуя. Трима мъже се придвижват с малка гребна лодка към брега, докато младо момче чака на кея и след това се обръща с лице към камерата. Императорското семейство прерязва лентата и открива канала.

## В ролите
- Вилхелм II като император Вилхелм II
- Августа Виктория като императрица Августа Виктория